# Andrés Ingi Jónsson
Andrés Ingi Jónsson (født 16 august 1979) er en islandsk politiker. Han har været medlem af Altinget for venstrefløjspartiet Vinstrihreyfingin - grænt framboð siden valget i 2016.